# Антон Червенаков
Антон Червенаков е български лекар уролог. Един от основоположниците на урологията в България.
Роден е на 5 септември 1908 г. в София. Внук е на Антон Шоурек. През 1951 г. основава в Института за следдипломно усъвършенстване на лекари първата катедра по урология в България. През 1957 г. става първият председател на Научното дружество по анестезиология.
Ръководител на първата Катедра по урология (при ИСУЛ, 1951 – 1972), чието име, по предложение на проф. Чакъров, клиниката по урология приема.